# Mark Seliger
Mark Alan Seliger (* 23. Mai 1959 in Amarillo, Texas) ist ein US-amerikanischer Fotograf. Er wurde mit Porträtfotografie bekannt. 
Von 1992 bis 2002 war er leitender Fotograf des Rolling Stone. Er arbeitet unter anderem für Vanity Fair, Elle und Vogue.